# Sheepeater Cliff
Le Sheepeater Cliff est un rempart montagneux situé dans le parc national de Yellowstone, dans le comté de Park au Wyoming aux États-Unis.
Il est formé par le dépôt de lave il y a environ 500 000 ans par la caldeira de Yellowstone, qui est devenu visible grâce à la rivière Gardner qui creusait le sol. Le rempart est considéré comme un exemple classique de coulée basaltique avec des joints bien définis et des colonnes hexagonales. La plupart des falaises du rempart sont situées le long d'un canyon escarpé et inaccessible creusé par la Gardner près du pic Bunsen ; d'autres falaises sont situées à côté de la Grand Loop Road et sont accessibles en voiture.
Le rempart est nommé par Philetus Norris en 1879 en référence au peuple Tukudeka (en), aussi appelé sheep eaters (« mangeurs de mouton » en anglais),.